# Timothée Lefrançois
Timothée Lefrançois (* 20. Februar 1981) ist ein französischer Radrennfahrer.
Timothée Lefrançois gewann 2007 die vierte Etappe der Tour de la Guadeloupe nach Deshaies und er wurde Zweiter auf dem siebten Teilstück nach Abymes. Im nächsten Jahr gewann er bei der Tour de la Martinique mit seiner Mannschaft Nantes-U-Atlantique drei Etappen, wurde zweimal Etappenzweiter und belegte in der Gesamtwertung den dritten Platz hinter dem Sieger Willy Roseau.

## Erfolge
2007
- eine Etappe Tour de la Guadeloupe

2008
- drei Etappen Tour de la Martinique

2009
- Gesamtwertung Tour de la Martinique